# النساء في موريشيوس
كما هو الحال في البلدان الصناعية الأخرى، يتغير دور المرأة في موريشيوس بسرعة. كانت القوة الرئيسية للتغيير هي التدفق السريع للنساء في العديد من الوظائف التي تم إنشاؤها في الثمانينيات في مناطق تجهيز الصادرات. على الرغم من أن الأجور منخفضة بالنسبة للجزء الأكبر، تسمح الوظائف للمرأة التي كانت تقتصر في السابق على أدوار الأم والزوجة للحصول على درجة معينة من الحرية الشخصية والاجتماعية. قالت إحدى النساء في مقال نشرته ناشيونال جيوغرافيك عام 1993: «بالنسبة لموريشيوس، يجب أن يكون العمل حرًا. وقبل ذلك، لم تتمكن الفتاة من مغادرة المنزل حتى يجد والداها زوجًا لها، ثم انتقلت إلى عائلة زوجها. وقضت بقية حياتها لإنجاب الأطفال. قابلت زوجي في العمل، وكان قراري الزواج منه. الآن نعيش في منزلنا».
اتخذت الحكومة تدابير لتعزيز المساواة بين الجنسين بإلغاء القوانين التمييزية المتعلقة بالميراث والنزوح. في عام 1989، عينت الحكومة ضباط تكافؤ الفرص في الوزارات الرئيسية للتعامل مع قضايا المرأة. وتشير التقارير الصادرة عن وزارة حقوق المرأة ورعاية الأسرة وغيرها إلى أن العنف الأسري منتشر. خلقت زيادة توظيف النساء الحاجة إلى المزيد من خدمات رعاية الأطفال والمزيد من أجهزة توفير العمالة في المنزل.
في عام 2016، طلبت وزارة المساواة بين الجنسين سحب إعلان من قبل شركة كوكا كولا اعتبر «متحيزًا للجنس» بعد شكوى من مستشار النوع الاجتماعي. اليوم، أصبحت النساء في موريشيوس أكثر استقلالية مما كانت عليه قبل 30 عامًا. حصلت موريشيوس أيضًا على أول سيدة رئيسة، السيدة أمينة غريب فاخيم وأول رئيسة سيدة، السيدة مايا هانومانجي، في عام 2014. كانت نسبة الطلاب الذين يتقدمون من المرحلة الابتدائية إلى المرحلة الثانوية في عام 2011 79% للبنين و84% للفتيات. تتفوق الفتيات على الأولاد في مستوى التعليم العالي. ارتفعت نسبة النساء في المناصب العليا (الرئيس التنفيذي الأول، والسكرتير الدائم، ونائب الأمين الدائم، والمدير، والقاضي) من 23% في عام 2001 إلى 40% في عام 2016.